# Monaster Trójcy Świętej i św. Serafina z Sarowa w Diwiejewie
Monaster Trójcy Świętej i św. Serafina z Sarowa – prawosławny klasztor żeński w Diwiejewie, w eparchii niżnonowogrodzkiej Rosyjskiego Kościoła Prawosławnego.

## Historia

### Początki
Założycielką klasztoru była mniszka Aleksandra (Mielgunowa), która przybyła do Diwiejewa z monasteru św. Flora w Kijowie ok. 1767, według tradycji działając na polecenie samej Matki Bożej, przekazane jej we śnie. Początkowo jej miejscem zamieszkania była cela w domu miejscowego duchownego. W 1773 mniszka zainicjowała wzniesienie w Diwiejewie nowej cerkwi Kazańskiej Ikony Matki Bożej. Piętnaście lat później, dzięki darowi Żdanowej, miejscowej właścicielki ziemskiej, mniszka Aleksandra mogła wznieść pierwszy budynek mieszkalny dla kandydatek do życia w nowym monasterze. Opiekunem duchowym kobiet stał się mnich Pachomiusz z pobliskiego monasteru w Sarowie.
Po śmierci mniszki Aleksandry w 1789 trzy posłusznice, które dotąd żyły pod jej duchowym kierunkiem, wybrały spośród siebie Anastasiję Kiriłłowną na przełożoną wspólnoty. Nie złożyła ona nigdy ślubów mniszych, lecz mimo tego nadzorowała życie grupy posłusznic do swojej śmierci w 1796. Po tej dacie obowiązki przełożonej objęła Ksienija Koczeułowa, również niebędąca zakonnicą. Do 1825 we wspólnocie zebrało się 50 kobiet żyjących według reguły zakonnej, od 1822 pod duchową opieką mnicha Serafina z klasztoru w Sarowie.
W 1825 mnich Serafin pragnął wprowadzić zmiany w wewnętrznym regulaminie życia wspólnoty, łagodząc je. Ksienija Koczeułowa nie zgodziła się jednak na to. Mnich Serafin zamierzał wówczas porzucić opiekę nad wspólnotą. Według tradycji ukazała mu się wówczas Matka Boża, polecając mu założyć w Diwiejewie nowy żeński klasztor, w którym miało zamieszkać osiem wskazanych przez nią sióstr z grupy kierowanej przez Ksieniję Koczeułową. W grudniu 1826 Serafin osobiście rozpoczął budowę nowego monasteru. Powstał on przy młynie, w którym pracowały same członkinie wspólnoty. Odtąd dwie żeńskie wspólnoty funkcjonowały niezależnie od siebie. Zjednoczone zostały w 1842 z inicjatywy mnicha Joazafa (Tołstoszejewa) z monasteru w Sarowie, zaś w 1862 tak powstała placówka otrzymała status monasteru. Jego pierwszą przełożoną została mniszka Maria (Uszakowa).

### Monaster w latach 1862–1917
W okresie zarządzania monasterem przez ihumenię Marię w klasztorze zostały wzniesione: dom przełożonej (1885), połączona z nim cerkiew św. Marii Magdaleny (1901), cerkiew refektarzowa św. Aleksandra Newskiego (1895), dzwonnica (1902), budynki mieszkalne i główny sobór (1875). Mniszki utrzymywały się z pracy w pracowniach rękodzieła, malarstwa, litografii, szycia, rzemiosła artystycznego, wyrabiały świece i piekły prosfory, prowadziły ogród i sad. Z czasem przy monasterze powstały szpital, przytułek dla sierot oraz gabinet dentystyczny. Monaster funkcjonował faktycznie jako zrzeszenie odrębnych grup zajmujących się różnego rodzaju pracą, każdą kierowała doświadczona mniszka.
Po śmierci ihumeni Marii jej następczynią została wybrana Aleksandra (Trakowska). W 1917 w klasztorze żyło 270 mniszek i 1474 posłusznice. Był to, obok monasterów w Szamordinie i Leuszynie, najważniejszy żeński klasztor w Rosji.

### W Rosji radzieckiej i ZSRR
W 1919 klasztor nie został zamknięty dzięki przekształceniu go w spółdzielnię pracy, której członkiniami zostały mniszki. W takim kształcie monaster pozostawał czynny do 1927. Siostry zostały zmuszone do opuszczenia zabudowań monasterskich i zamieszkały osobno w różnych miejscowościach. Ihumenia Aleksandra z kilkoma mniszkami wywiozła czczoną w klasztorze cudowną ikonę Matki Bożej „Umilenije” do Muromia. Część zakonnic utrzymywała ze sobą kontakt, w tajemnicy organizując wspólne nabożeństwa i przyjmując nowe kandydatki do życia mniszego.

### Reaktywacja monasteru
Sobór Trójcy Świętej w monasterze w Diwiejewie został ponownie poświęcony 31 sierpnia 1990, zaś rok później ogłoszono reaktywację wspólnoty monastycznej. Jej nową przełożoną została mniszka Sergia (Konkowa). 30 lipca 1991 do klasztoru ponownie przewieziono relikwie św. Serafina z Sarowa, które w czasach radzieckich zostały wywiezione do muzeum ateizmu w soborze Kazańskiej Ikony Matki Bożej w Petersburgu. W momencie ponownego otwarcia wspólnoty tworzyły ją trzy zakonnice. Obecnie (2011) jest to największy żeński monaster w Rosyjskim Kościele Prawosławnym, zamieszkiwany przez ponad 500 mniszek.
W 2013 w monasterze rozpoczęto budowę kolejnego soboru, pod wezwaniem Zwiastowania, który ma rozmiarami przewyższyć wszystkie dotąd istniejące w Diwiejewie cerkwie.